# Alia Issa
Alia Issa (in arabo علياء عيسى‎?; 4 gennaio 2001) è un'atleta paralimpica siriana specializzata nel lancio della clava e appartenente alla categoria F32, selezionata per far parte della squadra degli Atleti Paralimpici Rifugiati ai Giochi paralimpici di Tokyo 2020.

## Biografia
Alia è nata in Grecia nel 2001. I genitori, Mohament Issa e Fatima Najjar, vi si spostarono dalla Siria in qualità di rifugiati.
All'età di quattro anni Alia fu colpita dal vaiolo e l'infezione le causò danni al cervello che le portarono disabilità fisiche e intellettive. Iniziò a praticare sport durante la scuola secondaria, spinta dall'insegnante di educazione fisica Michalis Nikopoulos, che divenne poi il suo allenatore. Dopo la morte del padre, avvenuta quando Alia aveva 16 anni, la famiglia ottenne lo stato di rifugiato.
Nel 2021 ha preso parte ai campionati europei di atletica leggera paralimpica di Bydgoszcz, dove è riuscita a conquistare la quarta posizione in classifica nel lancio della clava F32. Nel giugno dello stesso anno è stata selezionata, unica donna insieme a cinque uomini, per rappresentare gli Atleti Olimpici Rifugiati ai Giochi paralimpici di Tokyo. La sua candidatura fu annunciata dall'attrice e ambasciatrice dell'UNHCR Gugu Mbatha-Raw.

## Palmarès
| Anno                                                 | Manifestazione      | Sede      | Evento                 | Risultato | Prestazione | Note |
| ---------------------------------------------------- | ------------------- | --------- | ---------------------- | --------- | ----------- | ---- |
| In rappresentanza degli Atleti Paralimpici Rifugiati |                     |           |                        |           |             |      |
| 2021                                                 | Europei paralimpici | Bydgoszcz | Lancio della clava F32 | 4ª        | 15,12 m     |      |